# Револуционарни конгрес у Скопљу (1903)
Револуционарни конгрес у Скопљу (Скопље, октобар 1903) одржан је у кући апотекара Генова. После неуспелог Илинденског устанка и срдачног пријема Пушкарева у Врању (састанак Срба и Бугара на тему Македоније), ТМОРО је покушала да обезбеди српску сарадњу у будућем устанку.
На Конгрес су од Срба дошли директор скопске Спрске гимназије Светозар Томић, кројач европског одела Михаило Манчић и Василије Трбић. Од Бугара присуствовало је око петнаест људи; месни комитет из Скопља, др Николов, председник бугарске организације из Скопља, Дамјан Груев, Христо Матов, Милан Бојницајлијев, Петар Поп Арсов, вероватно и војвода професор Кожухаров.
Христо Матов је предложио да се народ мора припремати на револуцију живом речју, лецима и брошурама. До сукоба је дошло када је постављено питање на коме ће се језику агитовати. Бугари су инсистирали да то буде на бугарском, док је Трбић захтевао да се Србима може обраћати само на српском књижевном језику. Одговорио му је Дамјан Груев, да се Македонија не може делити и да ће свако ко у томе правцу буде радио бити од ТМОРО осуђен на смрт. Српски делегати су после тога напустили Конгрес. Борба између Бугара (бугараша) и Срба се наставила.
Бугарска организација није прихватила никаква компромисна решења са Србима. Штавише, у 1903. од бугараша у Македонији убијено је 79 Срба.
ТМОРО је касније имао свој скопски конгрес јануара 1905.
- бугарашки представник Дамјан Груев
- бугарашки представник Петар Поп Арсов
- српски представник Василије Трбић